# Dicranotropis obscurella
Dicranotropis obscurella är en insektsart som först beskrevs av Victor Lallemand 1925.  Dicranotropis obscurella ingår i släktet Dicranotropis och familjen sporrstritar. Inga underarter finns listade i Catalogue of Life.